# Pensieri (Pascal)
I Pensieri (in francese Pensées) sono una collezione postuma di frammenti scritti dal filosofo e matematico francese del XVII secolo Pascal. L'opera fu pubblicata il 2 gennaio 1670 da Guillaume Desprez sotto il titolo Les Pensées de M. Pascal sur la religion et sur quelques autres sujets, qui ont été trouvées après sa mort parmy ses papiers. Fu la sua conversione religiosa a condurlo ad una vita ascetica, e i Pensée, il cui titolo fu apposto anch'esso postumo, ne costituiscono il capolavoro: essi rappresentano la difesa della religione Cristiana e del concetto di scommessa di Pascal derivante dalla sua filosofia. Le riflessioni e note furono scritte e compilate senza un ordine concluso, raccogliendo le carte manoscritte ritrovate dopo la sua morte, rendendo difficile una classificazione, tentata nei secoli successivi dai curatori delle edizioni moderne.

## Storia editoriale

### L'Apologia del Cristianesimo
Nelle intenzioni di Pascal, il lavoro avrebbe dovuto costituire una monumentale opera apologetica cristiana, ovvero una difesa del Cristianesimo dai suoi nemici principali, ovvero gli atei, gli ebrei, i musulmani e i libertini, questi ultimi rappresentanti l'ala degli intellettuali che proponeva un pensiero totalmente libero dalla fede e una visione critica della religione. Tuttavia, a causa della morte precoce di Pascal a soli 39 anni - pare per un (presunto) tumore - Pascal non poté completare questo progetto letterario. Redasse i pensieri che dovevano formare questa apologia in modo sparso e frammentario, spesso sotto forma di meri appunti.
I Pensieri rappresentano il testamento spirituale di Pascal ed esprimono l'esigenza, di fronte al razionalismo cartesiano, di un esistenzialismo cristiano, tale da salvaguardare i diritti della persona.

### Le versioni deiPensieri
La Biblioteca nazionale di Francia conserva due copie realizzate da un copista anonimo dopo la morte di Pascal (indicate come C1 et C2), ed un Recueil des papiers originaux des Pensées de Pascal (Raccolta delle carte originali dei Pensieri di Pascal).
Esistono tre tipi di edizioni dei Pensieri: il primo è quello che intende classificare i testi in modo da permetterne una lettura sistematica; il secondo quello che intende ricostruire il piano che Pascal aveva in mente per la sua Apologia; infine, il terzo è più obiettivo e filologico e segue l'ordinamento delle copie citate.
Al primo tipo appartiene l'edizione originale edita dopo la morte di Pascal dai suoi amici dell'abbazia di Port-Royal, nel 1670; un'altra edizione di questo tipo è quella di Léon Brunschvicg (1897).
Al secondo tipo appartiene invece l'edizione di Jacques Chevalier (1925).
Al terzo tipo appartengono le edizioni di Louis Lafuma (1951) e Michel Le Guern (1932), che si basano sulla trascrizione della prima copia.
Sulla seconda copia, considerata come quella definitiva alla morte di Pascal, si basa invece l'edizione critica di Philippe Sellier (1976), destinata agli studiosi; Sellier ha pubblicato inoltre nel 2003 un'edizione, destinata ad un pubblico più ampio, che segue il piano progettato, ma non portato a termine, da Pascal.
Un'edizione che pone a confronto l'edizione originale, le due copie e il Recueil autographe (secondo l'edizione di Michel Le Guern) è stata pubblicata nel 2011 da Jean-Robert Armogathe e Daniel Blot.

### Struttura dell'opera
Per tracciare una struttura dell'opera, Jacques Chevalier ha diviso e classificato i frammenti di Pascal con l'obiettivo di ricreare la struttura di una vera apologia. Secondo lo Chevalier, dunque, l'opera si può strutturare in:
- Prefazione generale, dove si traccia il disegno stesso dell'opera, ponendo le basi per tutti gli altri pensieri (mentalità geometrica e mentalità intuitiva, doveri dell'uomo, regole del giudizio e del linguaggio).
- Parte prima: l'uomo senza Dio. In questa prima parte Pascal descriverebbe la miseria dell'uomo, il suo posto nella natura fra i due infiniti (il tutto e il nulla), l'abitudine che lo schiavizza, l'immaginazione che lo inganna, l'amor proprio che lo seduce, il divertimento che lo distrae ed infine l'affermazione della necessità di cercare Dio.
- Parte seconda: l'uomo con Dio. Questa parte seconda ed ultima è suddivisa in altri tre capitoli, dove Pascal confuta le tesi dei filosofi antichi (stoici, epicurei, dogmatici e pirroniani), afferma la contraddizione e la cecità dell'Ebraismo, descrive la vera religione, propone la sua celebre "scommessa", distingue interiorità ed esteriorità, e parla dei mezzi per la fede. Dopodiché, comincia a elencare e a spiegare le prove del Cristianesimo, che lo renderebbero superiore a ogni altra religione o filosofia, e le divide in profezie (dall'Antico Testamento), miracoli (prima e dopo Cristo), perpetuità (ovvero continuità ed antichità della religione), santità e moralità dei veri cristiani e ragionevolezza (infatti solo la Grazia di Cristo può dar ragione della nostra miseria). Infine, in questa parte, Pascal parla della Chiesa, della sua sovrannaturale fondatezza e forza, e della sua infallibilità dottrinale, coordinata dal Papa.

### Edizioni francesi
- (FR) Léon Brunschvicg (a cura di), Pensèes, Parigi, Librairie Garnier frères, 1897.
- (FR) Philippe Sellier (a cura di), Pensées, opuscules et lettres, edizione critica, Collana «Bibliothèque du XVIIe siècle», Paris, Éditions Classiques Garnier, 2011 [1976].
- (FR) Michel Le Guern (a cura di), Pensées, Folio Classique, Paris, Edition Gallimard, 1977, ISBN 978-2-07-031625-0.
- (FR) Jean-Robert Armogathe e Daniel Blot (a cura di), Pensées sur la religion et sur quelques autres sujets, étude et édition comparative de l'édition originale avec les copies et les versions modernes, Paris, Honoré Champion, 2011.

### Traduzioni italiane
- Pensieri di Pascal sopra la religione, ed alcuni altri soggetti. Colla vita del medesimo, a cura di C.F. Badini, Vicenza, A. Veronese, 1784. - Venezia, S. Valle, 1797.
- Pensieri, a cura di U. Bernasconi, Milano, Istituto Editoriale Italiano, 1901.
- Pensieri, a cura di L. De Anna, Firenze, Le Monnier, 1925.
- Pensieri, a cura di Michele Ziino, Collezione Cultura dell'anima, Lanciano, Rocco Carabba, Editore, 1931. - ristampa anastatica, 2 voll., Carabba, 2014, ISBN 978-88-634-4356-1.
- Pensieri, a cura di Barbara Allason, Collana I Grandi Scrittori Stranieri n.65, Torino, UTET, 1936.
- Pensieri, traduzione con introduzione e note di Adele Cantoni Canilli, Collana Piccola Biblioteca Filosofica, Bari, Laterza, 1941.
- Pensieri, a cura di F. Montanari, Collezione Alle sorgenti, Brescia, La Scuola, 1945.
- Pensieri, a cura di A. Vedaldi, Verona, Lecce, 1948.
- I Pensieri, traduzione di Aldo Devizzi, Milano, Istituto Editoriale Italiano, 1949.
- Pensieri, a cura di V.E. Alfieri, Collana BUR, Milano, Rizzoli, 1952.
- Pensieri, a cura di M.F. Sciacca, Torino, SEI, 1956. - Milano, Principato, 1968.
- Pensieri, a cura di M. Bernabei Marinucci, Roma, C. Marzioli, 1958.
- I Pensieri, traduzione e note di Gennaro Auletta, Ines Rossi, Valentino Gambi[4], a cura di G. Auletta, Roma, Edizioni San Paolo, 1961. - Cinisello Balsamo, Edizioni San Paolo, 1986, 1996.
  -  Pensieri e altri scritti, a cura di Gennaro Auletta, Postfazione di Thomas Stearns Eliot, Collana Oscar Grandi Classici n.48, Milano, Arnoldo Mondadori Editore, 1994, ISBN 978-88-045-2169-3.
- Pensieri, traduzione di , cura e note di Paolo Serini, Collana i millenni, Torino, Einaudi, 1962. - Collana NUE n.67, Torino, Einaudi, 1967, III ed. 1997, ISBN 978-88-060-0737-9; Introduzione di Paolo Serini, con un saggio di Carlo Bo, Collana Oscar Classici, Arnoldo Mondadori Editore, 1970.
- Pensieri, Opuscoli, Lettere, traduzione di A. Bausola e Remo Tapella, Introduzione e note di Adriano Bausola, Collezione Classici del Pensiero, Milano, Rusconi, 1978, ISBN 978-88-182-2400-9. - Pensieri, Rusconi, 1993-1996; Collana Testi a fronte, Milano, Bompiani, 2000-2020.
- Frammenti, a cura di Enea Balmas e Luciano Stecca, Collana Testi filosofici, Bologna, Pàtron, 1978, ISBN 978-88-555-1465-1.
- Frammenti (2 voll.), testo francese a fronte, A cura di Enea Balmas, Prefazione di Jean Mesnard, Collana Classici, Milano, BUR, 1983, ISBN 978-88-171-2442-3.
- Pensieri, a cura di Ferruccio Masini, Collana Filo di perle, Pordenone, Edizioni Studio Tesi, 1986, II ed. 1992, ISBN 978-88-769-2130-8.
- Pensieri, a cura di G. Collenea Isernia, Collana Filosofia, Ferraro, 1991, ISBN 978-88-727-1006-7.
- Pensieri, a cura di L. Collodi, Collana Grandi Tascabili Economici, Roma, Newton Compton, 1993, 2009.
- Pensieri, a cura di Bruno Nacci, Collana I grandi libri, Milano, Garzanti, 1994-2006, ISBN 978-88-115-8540-4. - Novara, UTET, 2014, ISBN 978-88-511-2525-7, 2ª ed. 2021, ISBN 978-88-511-9774-2.
- Pensieri, Introduzione e trad. di Chiara Vozza, Alessandria, Orsa Maggiore, 1995. - Collana Ennesima, Rimini, Guaraldi, 1995, ISBN 978-88-804-9041-8.
- Pensieri, a cura di B. Segre, Milano, Editoriale Opportunity Book, 1995.
- Pensieri. Scommessa su Dio, traduzione di A. Cerinotti, Collana Acquarelli, Bussolengo, Demetra, 1995, ISBN 978-88-712-2732-0. - Collana Nuovi Acquarelli, Demetra, 2009, ISBN 978-88-440-3679-9.
- Pensieri, In appendice: Voltaire "Sui pensieri di Pascal",a cura di Luciano Orlandini, Collana I classici del pensiero, Pagus Edizioni Scolastica, 1996, ISBN 978-88-800-9064-9.
- Pensieri, a cura di F. De Poli, Milano, Rizzoli, 1999, ISBN 978-88-171-5305-8.
- Pensieri, traduzione di Benedetta Papasogli, a cura di Philippe Sellier, Roma, Città Nuova, 2003-2013, ISBN 978-88-311-1445-5.
- Pensieri, edizione con testo a fronte a cura di Carlo Carena, Prefazione di Giovanni Raboni, Collana Biblioteca della Pléiade, Torino, Einaudi, 2004, ISBN 978-88-446-0083-9.
- Pensieri, a cura di Davide Monda, trad. e note di Ugo Bernasconi, Santarcangelo di Romagna, Rusconi Libri, 2014, ISBN 978-88-18-02792-1. - Collana I Grandi Classici, Liberamente, 2018, ISBN 978-88-631-1364-8; Collana I Classici, Foschi, 2019, ISBN 978-88-332-0041-5.
- Pensieri, a cura di Gérard Ferreyrolles, Collana I giganti, Roma, Albatros, 2020, ISBN 978-88-306-2146-6.
- in  Opere complete. Testi francesi e latini a fronte, a cura di Maria Vita Romeo, Collana Il pensiero occidentale, Milano-Firenze, Bompiani, 2020, ISBN 978-88-301-0105-0. [La traduzione dei Pensieri è basata sull'edizione critica di Philippe Sellier]